# Hans Mustad

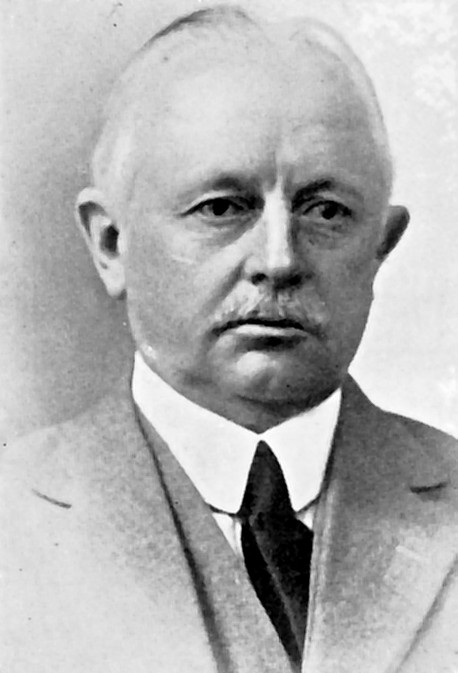
Hans Mustad.

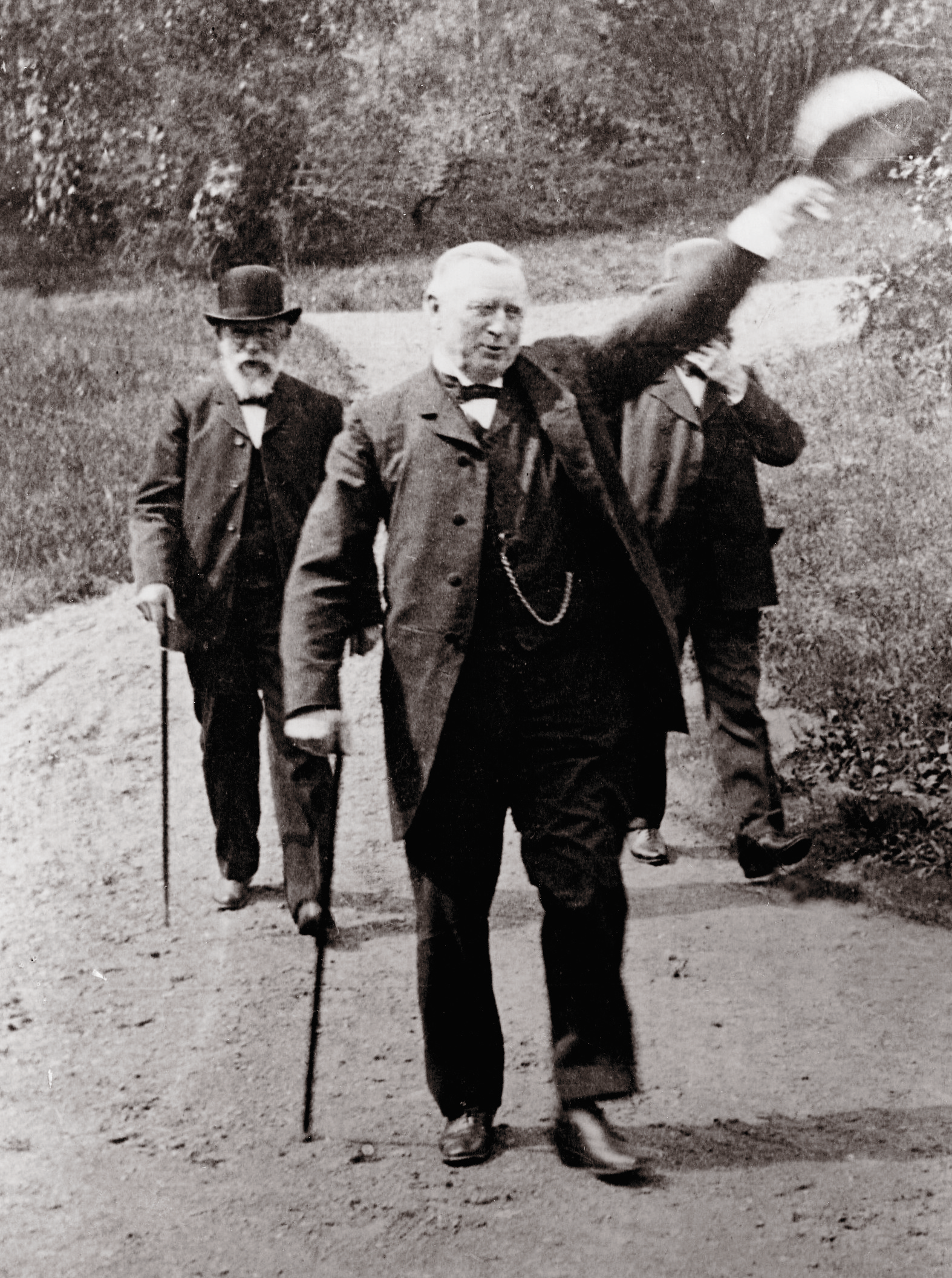
Hans Mustad, 1910

Hans Mustad, född 26 januari 1837 i Vardal, död 27 februari 1918 i Kristiania (nuvarande Oslo), var en norsk industriman.
Han var son till Ole Mustad och övertog 1858 ett av morfadern Hans Skikkelstad 1832 grundat tråddrageri utanför Gjøvik och utvecklade firman O. Mustad & Søn AS till ett av världens största hästskosömsproducenter. Även andra produktionsgrenar upptogs, till och med sådana som låg utanför firmans ursprungliga verksamhetsområde. Särskilt bekanta var bolagets margarinfabriker. Filialfirmor återfanns i länder som Sverige (Mustadfors bruk och Mustads margarinfabrik), Finland, Tyskland och Frankrike.
Hans Mustad gifte sig med Marie Heyerdahl 1865, som var sondotter till Hieronymus Heyerdahl. Hans Mustad var bror till Kristian Mauritz Mustad och farbror till Sigbjørn Mustad, som bägge var jurister och politiker. Sedan 1905 var sönerna Ole Hovelsen Mustad den yngre (1870–1954) och Hans Clarin Hovind Mustad (1871–1948) delägare och ledare för firman. 
Det svenska aktiebolaget AB O. Mustad & Son, som grundades 1904, drev bland annat Mustads margarinfabrik i Mölndal och den 1899 grundade spik- och hästskosömsfabriken i Mustadfors i Dals Långed. År 1977 bildade Mustadkoncernen dotterbolagen Mustad Industrier AS och Mustad International Group BV, där det förra i sin tur 1997 delades upp i Mustad AS, Mustad Industrier AS och Mustad Eiendom AS.